# Шиапетта
Шиапетта (порт. Chiapetta)  —  муниципалитет в Бразилии, входит в штат Риу-Гранди-ду-Сул. Составная часть мезорегиона Северо-запад штата Риу-Гранди-ду-Сул. Входит в экономико-статистический  микрорегион Ижуи. Население составляет 4551 человек на 2006 год. Занимает площадь 396,483 км². Плотность населения — 11,5 чел./км².
Праздник города —  15 декабря.

## История
Город основан 15 декабря 1965 года. 

## Статистика
- Валовой внутренний продукт на 2003 составляет 69.993.480,00 реалов (данные: Бразильский институт географии и статистики).
- Валовой внутренний продукт на душу населения на 2003 составляет 15.488,71 реалов (данные: Бразильский институт географии и статистики).
- Индекс развития человеческого потенциала на 2000 составляет 0,760 (данные: Программа развития ООН).

## География
Климат местности: субтропический гумидный.